# Licaria areolata
Licaria areolata är en lagerväxtart som beskrevs av Cyrus Longworth Lundell. Licaria areolata ingår i släktet Licaria och familjen lagerväxter. Inga underarter finns listade i Catalogue of Life.